# Опус мікстум
Опус мікстум (від лат. opus mixtum — «змішана робота»), або opus vagecum і opus compositum — вид мурування в давньоримській архітектурі, змішане цегляно-кам'яне мурування (із цегляними прокладками), внаслідок чого на чільній поверхні створюються двокольорові смуги різної фактури.
Може сполучатися з мулярськими роботами опус ретікулатум й опус теселатум.
Опус мікстум застосовували, зокрема, в добу імператора Адріана (ІІ століття н. е.).

## Галерея

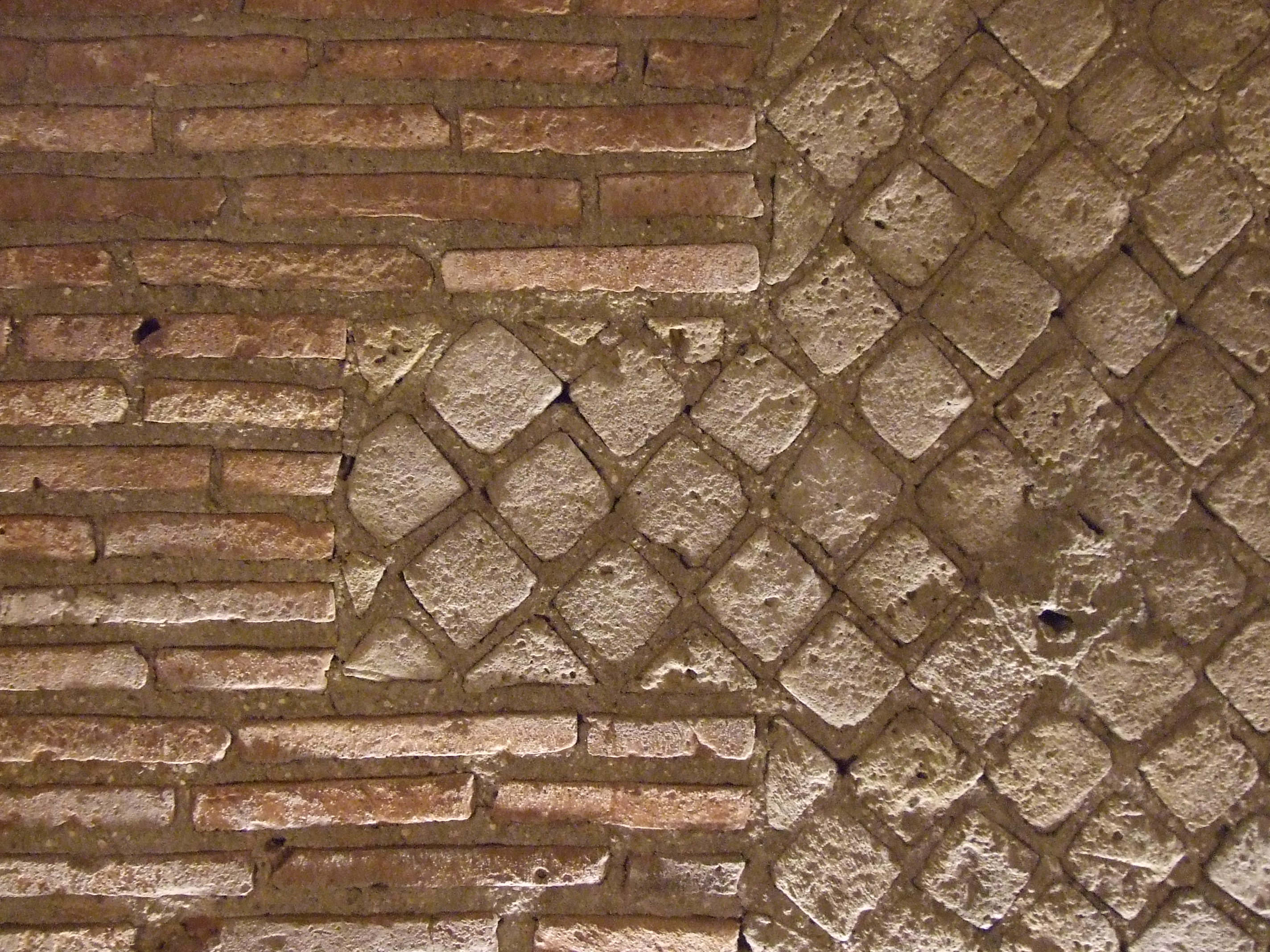
Види мулярських робіт: опус мікстум,  опус ретікулатум й опус теселатум у Римському театрі, Неаполь, Італія
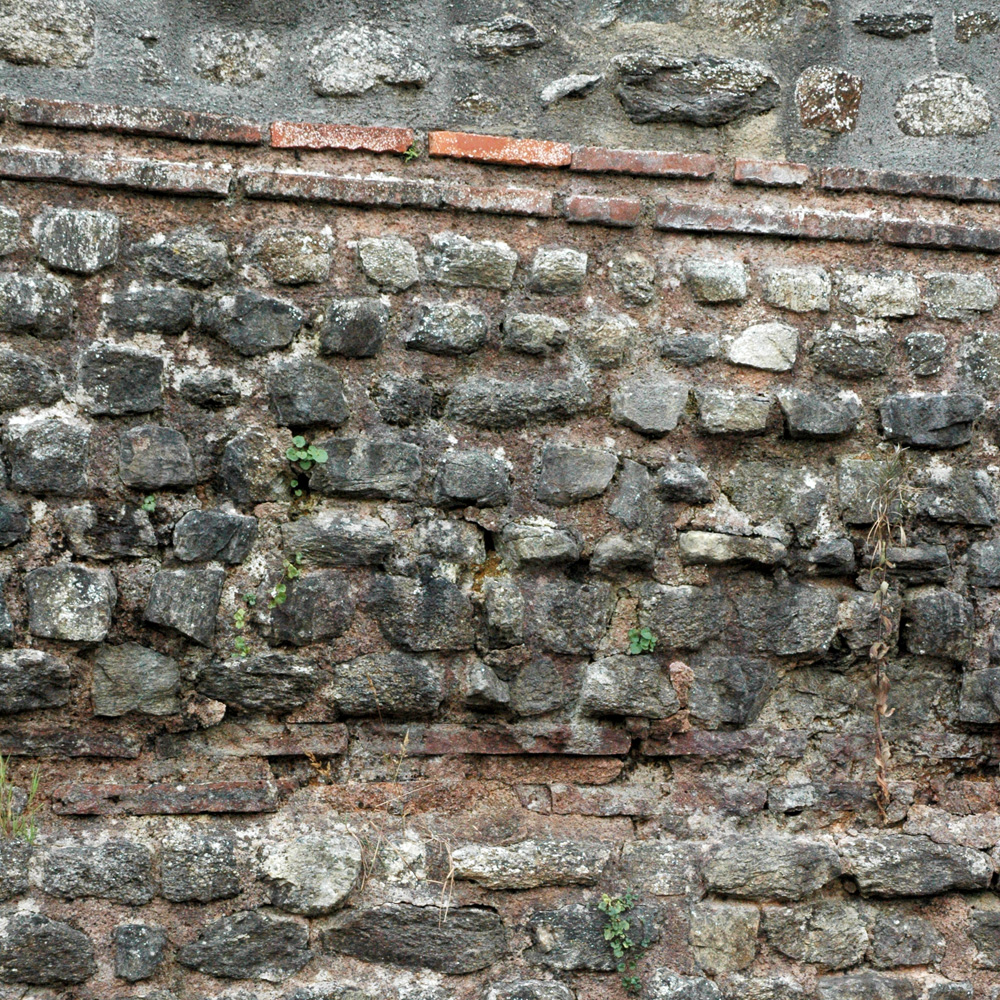
Опус мікстум у мурі Брестського замку[fr], Франція
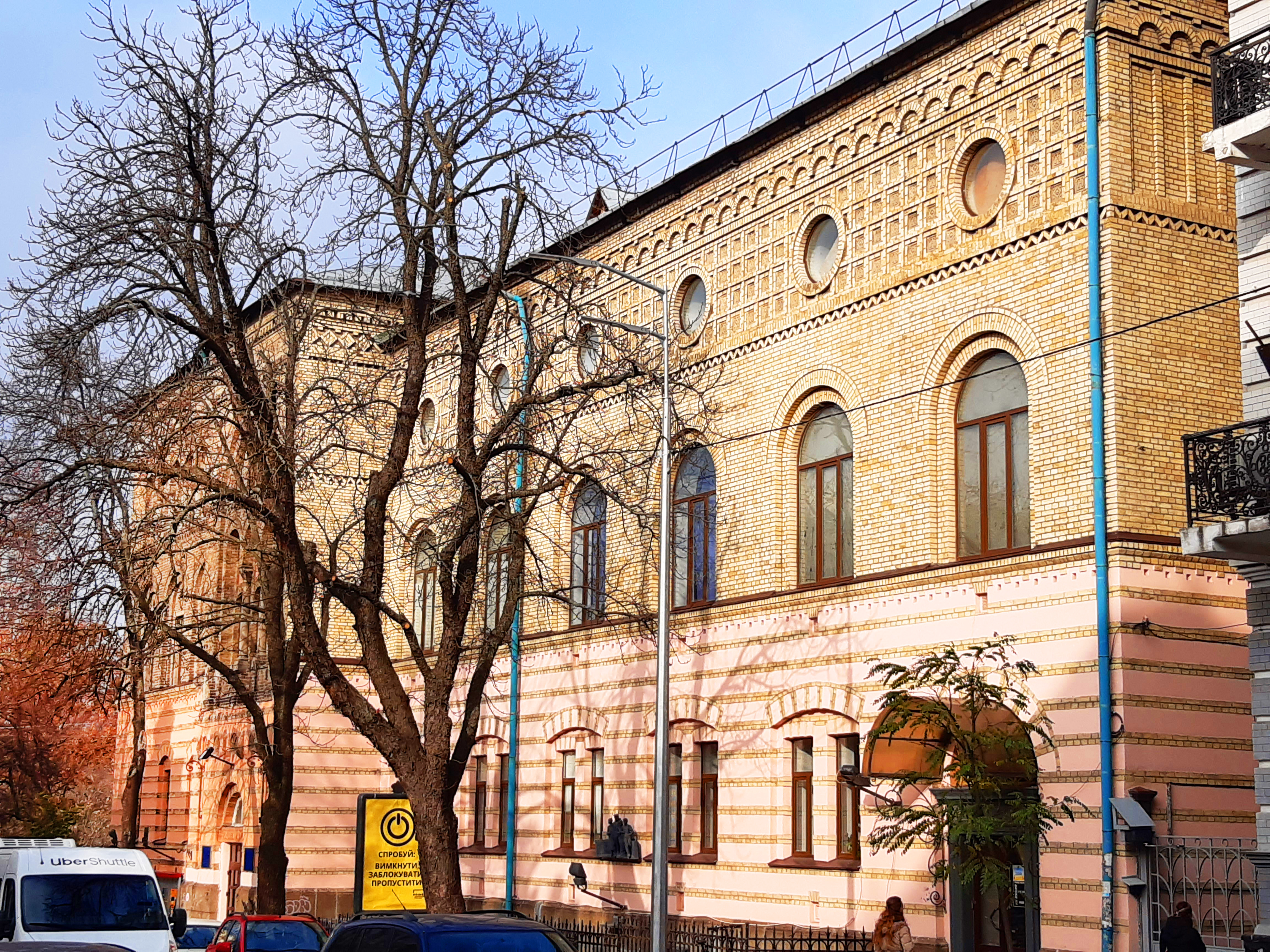
Імітація «опус мікстум» у цоколі Будинку училища імені Терещенка. Київ